# Luigi Centoz
Luigi (Louis) Centoz (pron. fr. AFI: [sɑ̃to]) (Saint-Pierre, 2 aprile 1883 – Roma, 28 ottobre 1969) è stato un arcivescovo cattolico italiano.

## Biografia
Nasce a Saint-Pierre, piccolo centro della diocesi di Aosta, il 2 aprile 1883.  Tre anni dopo l'ordinazione sacerdotale, ricevuta il 9 giugno 1906, entra, quale minutante, nella Segreteria di Stato vaticana alle dirette dipendenze del cardinale Rafael Merry del Val y Zulueta, Segretario di Stato di Pio X.
Il 21 giugno 1912 è nominato cameriere segreto soprannumerario, confermato il 7 settembre 1914 e nuovamente confermato il 3 marzo 1922.
Il 6 gennaio 1921 riceve la nomina ad uditore di nunziatura di prima classe ed inviato a Berlino, al fianco del nunzio apostolico in Germania, oltre che in Baviera e, dal 1925, anche in Prussia, prima Eugenio Pacelli, il futuro Pio XII, poi Cesare Orsenigo.
Partecipa al conclave del febbraio del 1922, quale conclavista del cardinale Merry del Val.
Dal giugno del 1923 è prelato domestico e, il 30 marzo 1925, viene nominato ablegato apostolico per la consegna della berretta cardinalizia al neo-porporato spagnolo Vicente Casanova y Marzol, arcivescovo di Granada.
A Berlino lo raggiunge, il 28 gennaio 1932, la promozione ad arcivescovo titolare di Edessa di Osroene e la nomina a nunzio apostolico in Bolivia.
Riceve la consacrazione episcopale, il 14 febbraio successivo, nella cappella del Pontificio Collegio Pio Latino Americano in Roma, da parte del suo antico superiore a Berlino, il cardinale Eugenio Pacelli, ora segretario di Stato, avendo per co-consacranti Giuseppe Pizzardo, arcivescovo titolare di Nicea e segretario della Sacra Congregazione per gli Affari Ecclesiastici Straordinari, e Giuseppe Rossino, arcivescovo titolare di Tessalonica e visitatore ordinario dei Seminari della Sacra Congregazione dei Seminari e delle Università degli Studi.
Lascia La Paz per Caracas quando, il 14 settembre 1936, viene nominato nunzio apostolico in Venezuela, succedendo all'arcivescovo Fernando Cento.
Il 19 febbraio 1940 è nominato nunzio apostolico in Lituania, nazione che viene occupata, poco dopo, dalle truppe sovietiche, per cui, dopo soltanto quattro mesi di permanenza a Vilnius, viene espulso e rientra in Vaticano il 29 agosto dello stesso anno.
Il 3 dicembre 1941 Pio XII lo invia in America Centrale, quale nunzio apostolico in Costa Rica, in Nicaragua e a Panama, ma, a causa degli eventi bellici, è costretto a rimanere a Roma fino alla fine della Seconda Guerra Mondiale e, oltre a collaborare con la Segreteria di Stato, si occupa dell'ufficio istituito per il servizio informazioni sui prigionieri di guerra e le persone scomparse nel conflitto.
Parte per le proprie sedi, curate provvisoriamente da Antonio Taffi, incaricato d'affari ad interim, soltanto il 12 febbraio 1946 e, il 4 ottobre 1948, rinuncia alla guida della nunziatura apostolica in Nicaragua, conservando le altre due.
Il 26 aprile 1952 torna a Roma, rimanendo a disposizione della Segreteria di Stato fino al 29 novembre 1954 quando Pio XII lo nomina Nunzio apostolico a Cuba.
Dopo la creazione a cardinale del portoghese José da Costa Nunes il 19 marzo 1962, Centoz viene nominato, il 5 luglio seguente, quale vice camerlengo di Santa Romana Chiesa.
In tale veste partecipa sia alle esequie di Giovanni XXIII che al successivo conclave, dove entra per l'ufficio che ricopre, del giugno del 1963.
Partecipa a tutte le sessioni del Concilio Ecumenico Vaticano II.
Muore, ad oltre 86 anni d'età, il 28 ottobre 1969.

## Genealogia episcopale e successione apostolica
La genealogia episcopale è:
- Cardinale Scipione Rebiba
- Cardinale Giulio Antonio Santori
- Cardinale Girolamo Bernerio, O.P.
- Arcivescovo Galeazzo Sanvitale
- Cardinale Ludovico Ludovisi
- Cardinale Luigi Caetani
- Cardinale Ulderico Carpegna
- Cardinale Paluzzo Paluzzi Altieri degli Albertoni
- Papa Benedetto XIII
- Papa Benedetto XIV
- Papa Clemente XIII
- Cardinale Marcantonio Colonna
- Cardinale Giacinto Sigismondo Gerdil, B.
- Cardinale Giulio Maria della Somaglia
- Cardinale Carlo Odescalchi, S.I.
- Cardinale Costantino Patrizi Naro
- Cardinale Lucido Maria Parocchi
- Papa Pio X
- Papa Benedetto XV
- Papa Pio XII
- Arcivescovo Luigi Centoz

La successione apostolica è:
- Vescovo Gregorio Adam Dalmau
- Arcivescovo Rafael Ignacio Arias Blanco
- Vescovo Constantino Gómez Villa, O.F.M.Cap.
- Vescovo Manuel Pedro (Antonio) Rodríguez Rozas

## Memoria

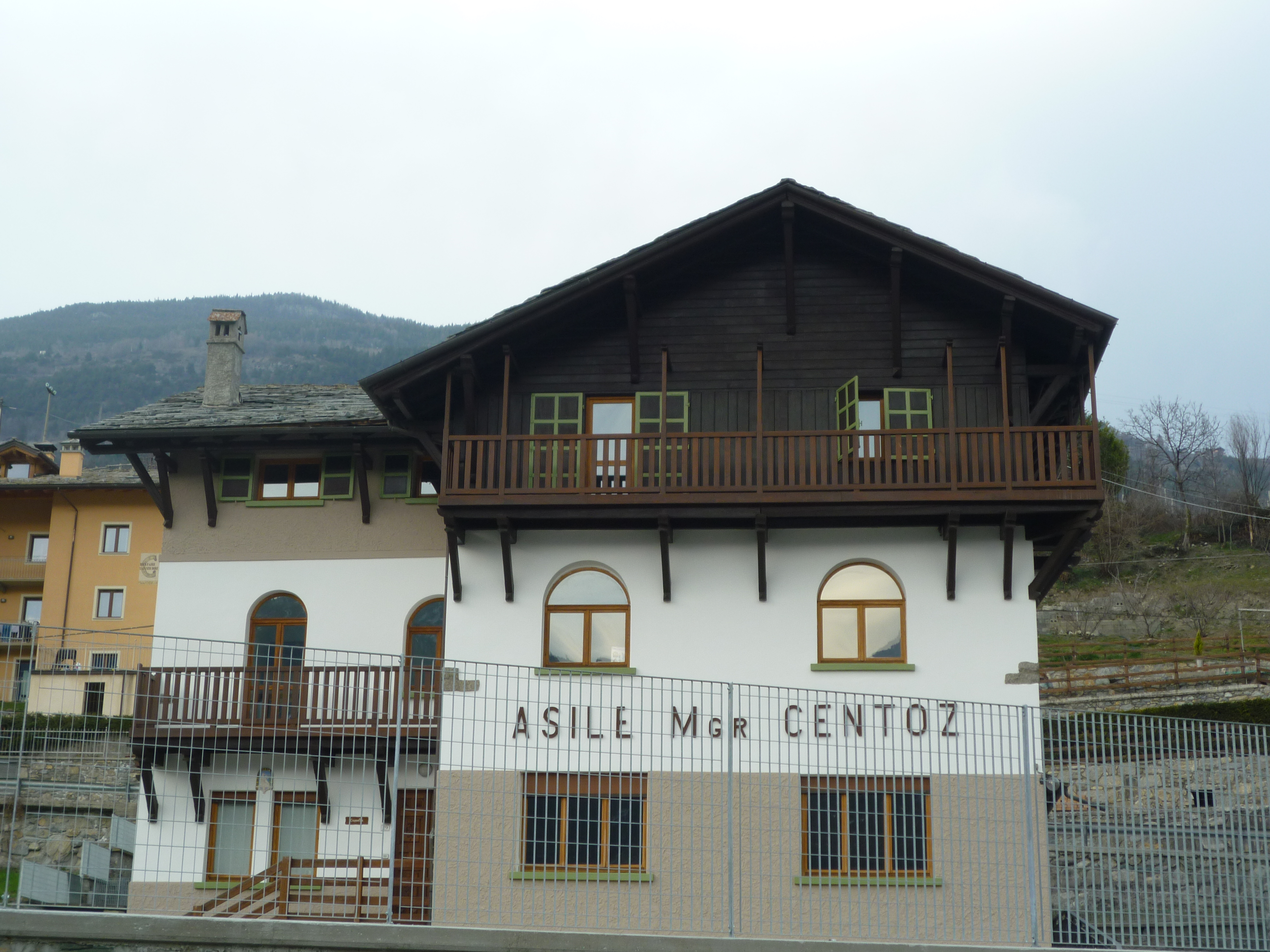
L'asilo Mgr. Centoz, a Saint-Pierre

A Saint-Pierre gli è stato dedicato l'asilo infantile, sede inoltre della biblioteca comunale, in località Charrion.